# Aurel Grigoraș
Aurel Grigoraș (n. 22 februarie 1932 București - d. 28 ianuarie 2000) a fost un dirijor român care a condus vreme de 35 de ani Corul Radiodifuziunii Române.

## Copilărie și tinerețe
Aurel Grigoraș a absolvit în 1953 Conservatorul de Muzică "Ciprian Porumbescu" din București, secțiile Dirijat coral și Pedagogie muzicală, beneficiind de îndrumarea unor însemnați mentori: D. D. Botez - dirijat coral, I. D. Chirescu - Teorie și solfegii, I. Dumitrescu - Armonie, N. Buicliu - Contrapunct, Z. Vancea - Istoria muzicii, T. Rogalski - Orchestrație.

## Activitatea muzicală
În perioada 1953-1965, maestrul Aurel Grigoraș a fost dirijorul corului Teatrului de operetă din București, iar din 1965 până în 2000, a condus Corul Radiodifuziunii Române. În anul 1975, maestrul a condus Corul Operei din Ankara (Turcia).
O imagine fidelă asupra activității dirijorale a lui Aurel Grigoraș este redată de vastul repertoriu abordat. Înfruntând vitregiile vremurilor, obligațiile unor manifestări festive în care "arta" era exclusiv patriotică, anul 1990 constituie pentru Corul Radiodifuziunii împreună cu maestrul lui, începutul unui nou drum, deschiderea către marea muzică, deschiderea sufletelor către frumos. Astfel, repertoriul se îmbogățește și se diversifică, parcurgând epocă după epocă, de la madrigalele din "Renascimento", ce culminează cu lucrările lui Palestrina, Gesualdo da Venosa și Monteverdi, pășind maiestuos printre capodoperele Barocului muzical - creațiile lui Bach și Haendel, punând în valoare lucrările lui Haydn și Mozart, atangând culmea măiestriei vocale în Simfonia a IX-a de Beethoven, dar și corzi profunde ale simțirii artistice în Requiemul german de Brahms. Se cuvine a aminti și alți mari compozitori ce au figurat în repertoriul corului, pregătit de mâna energică a  lui Aurel Grigoraș: H. Berlioz, C. Debussy, G. Verdi, G. Puccini, F. Liszt, M. Ravel, G. Mahler, F. Mendelssohn-Bartholdy, G. Gershwin, C. Orff etc. Nu au fost uitate nici lucrările compozitorilor români, atât cei înaintași, cât ăi cei contemporani, cum ar fi: I. Vidu, Gh. Danga, S. Dragoi, Ioan D. Chirescu, N. Lungu, T. Jarda, G. Enescu, P. Constantinescu, S. Toduta, V. Grefiens, R. Paladi, D. Popovici, M. Moldovan, M. Stanculescu-Vosganian, L. Comeș, C. Petra-Basacopol, GH. Dumitrescu, D. Capoianu, F.Donceanu, A. Iorgulescu, A. Vieru, M. Marbe etc.
În urma maestrului și a corului său s-ar putea spune că au rămas nu numai concertele ce au dat glas muzicii și bucurie ascultătorilor, dar și nenumărate înregistrări pe bandă magnetică, încrustând astfel, pe aripa timpului, "o istorie scrisă cu inima"(prof. dr. G. Constantinescu).
De-a lungul timpului, dirijorul Aurel Grigoraș și Corul Radiodifuziunii au întreprins diferite turnee în: Bulgaria, Ungaria, Germania, Italia, Spania, Israel și au colaborat cu dirijori de prestigiu precum: Roberto Benzi, Igor Markevici, Antonio de Almeida, Pierre Colombo, Pietro Argento, Kurt Sunderling, Gary Bertini, James Levine, Iosif Conta, Ludovic Bacs, Horia Andreescu, Cristian Brancuși.
APRECIERI:
În cei 35 de ani de activitate la pupitrul Corului Radiodifuziunii, maestrul Aurel Grigoraș și-a câștigat un loc meritoriu în istoria formațiilor muzicale din această instituție, fiind un "artist născut și nu făcut"(D. Popovici) și, bucurându-se de aprecieri unanime, a reușit ca această formație să ocupe primul loc din țară în ierarhia corespunzatoare.
Pe 5 noiembrie 1995, Corul Radio a sărbătorit 50 de ani de existență, prilej cu care, personalități ale muzicii românești și-au exprimat aprecierile la adresa corului și ale dirijorului:
"Concertele sale mă trimit cu gândurile la sensul tulburător al cuvintelor: "vivere militare est..."("a trai înseamnă a lupta"). Sau, altfel spus, Aurel Grigoraș a viețuit, viețuiește și va viețui luptând pentru a aduce un limpid omagiu frumosului liber, pledând, din adâncul inimii sale, pentru o poetică orfică, în care "suspină muzica din sfere"...(Doru Popovici).
"De multă vreme destinul Corului Radio se identifică cu cel al dirijorului Aurel Grigoraș care, de trei decenii, a împărțit cu cântătorii săi "binele și răul" într-o ferice unitate de simțire. Dacă ne amintim momentele de glorie, să nu uităm și corvezile ce au apăsat pe umerii acestor artiști confruntați în timpurile trecute cu decorul concertelor festive și nesfârșitul șir de refrene militante. S-a păstrat însă iubirea de frumos și, acum, ni se înfățișează, la sărbătorirea unei jumătăți de veac de experiență, în plină forță artistică, rezonând la gestul maestrului lor și primind elogiul meritat pentru ce au împlinit în istoria muzicii românești."(Prof. univ. dr. Grigore Constantinescu).
"Metropolitan Opera Association, Lincoln Center, New York 10023
```
12 decembrie 1994
```

```
Dear Maestro Grigoras and Miss.Vladescu
```

Sending you many congratulationes on the 50th annyversary of the Radio Romania Choir and many thanks for your wonderful contribution to our performances of the Beethoven Ninth with the Israel Philharmonic.
It was a great pleasure to work with you and the Choir in Tel Aviv and Jerusalem this week.
All the best.
```
              James Levine"
```

BIBLIOGRAFIE:
Program de sala - Concert aniversar Corul Radio, 50 ani